# Caliphaea nitens
Caliphaea nitens е вид водно конче от семейство Calopterygidae. Видът не е застрашен от изчезване.

## Разпространение
Разпространен е в Китай (Гуандун, Гуанси, Гуейджоу, Джъдзян, Дзянси и Фудзиен).